# Шлейфер, Павел Иванович
Павел Иванович Шлейфер (нем. Paul Schleiffer; 29 июня [11 июля] 1814, Киев, Российская империя — 24 апреля [6 мая] 1879, Киев) — российский художник, архитектор Киевского учебного округа.

## Биография

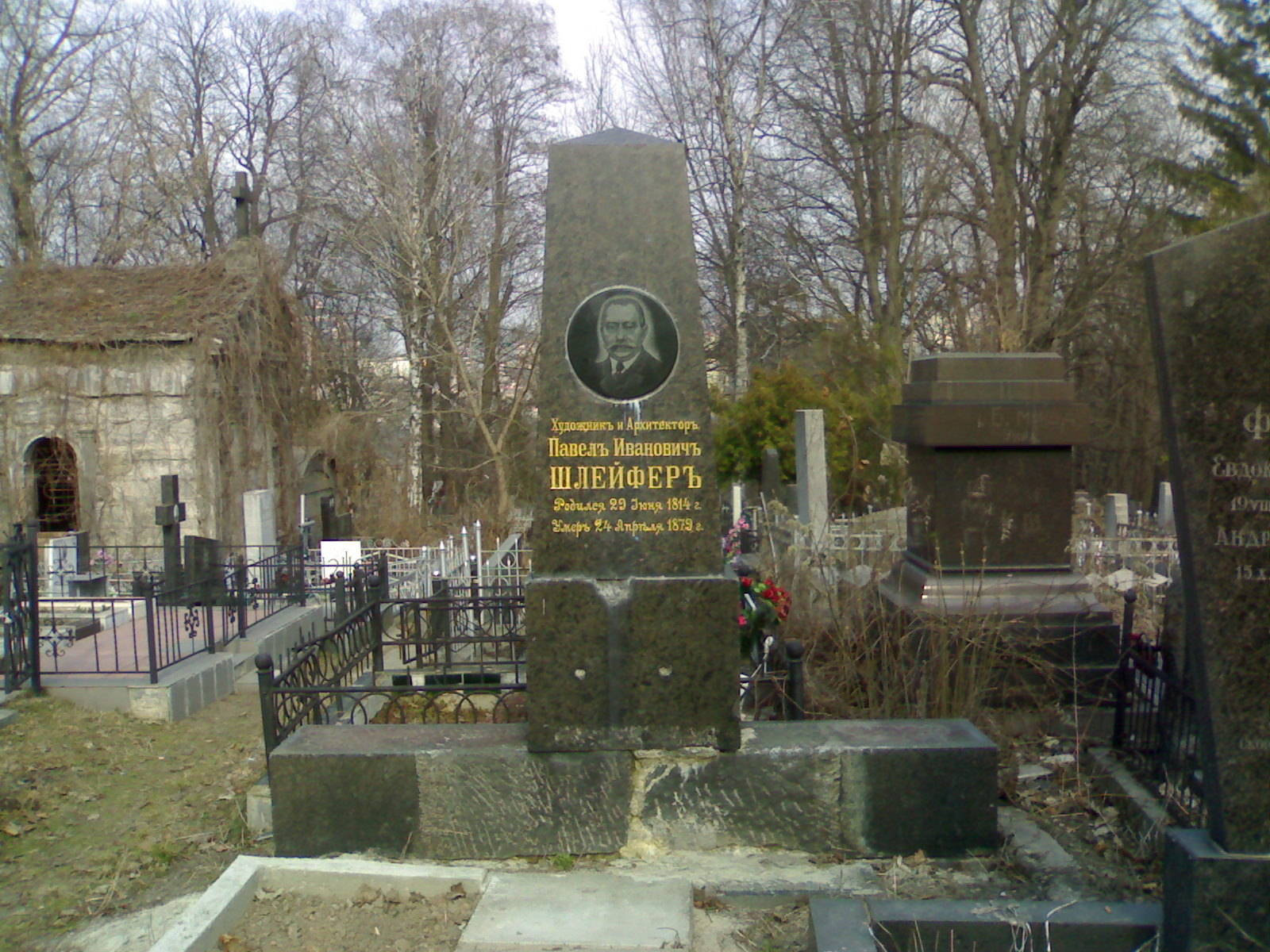
Могила П. И. Шлейфера.

Павел Шлейфер родился в Киеве 29 июня (11 июля) 1814 года в семье киевского потомственного дворянина Ивана Егоровича Шлейфера. В 1823 году в семье родился ещё один сын, ставший известным — военный инженер, генерал-лейтенант Г. И. Шлейфер.
После домашнего обучения в 1830 году уехал в Санкт-Петербург, где поступил на службу в Департамент внешней торговли Министерства финансов. В качестве вольнослушателя посещал Академию художеств; в 1836—1839 годах он был пансионером Общества поощрения художников. Его работы экспонировались на академических выставках в 1839, 1841, 1842 гг. За «Портрет девушки» П. И. Шлейфер получил первую серебряную медаль.
После окончания академию, Шлейфер был учителем рисования Павловского кадетского корпуса, а затем — Полтавского института благородных девиц.
В 1846 году вернулся в Киев, где стал преподавать в Киевском институте благородных девиц.
В 1847 году вместе с Тарасом Шевченко Шлейфер участвовал в конкурсе на замещение вакантной должности преподавателя рисования Киевского университета.
В 1849 году он получил звание свободного художника. В 1852 году был назначен архитектором Киевской учебного округа.
Умер 24 апреля (6 мая) 1879 года, похоронен в Киеве на Байковом кладбище, где сохранился гранитный памятник.
В 1849 году женился на Каролине Андреевне Шнауфферт. У них было семеро детей — три сына и четыре дочери. Его сын, Георгий Павлович Шлейфер (1855—1913), также стал архитектором.

## Проекты
- Вторая мужская гимназия на Бибиковском бульваре (ныне бульвар Тараса Шевченко), 18;
- Дом Фальберга (улица Коминтерна, 14);
- Лютеранская церковь Святой Екатерины (Лютеранская улица, 22)

## Картины
- «Портрет жены» (1853). Находится в Национальном художественном музее.

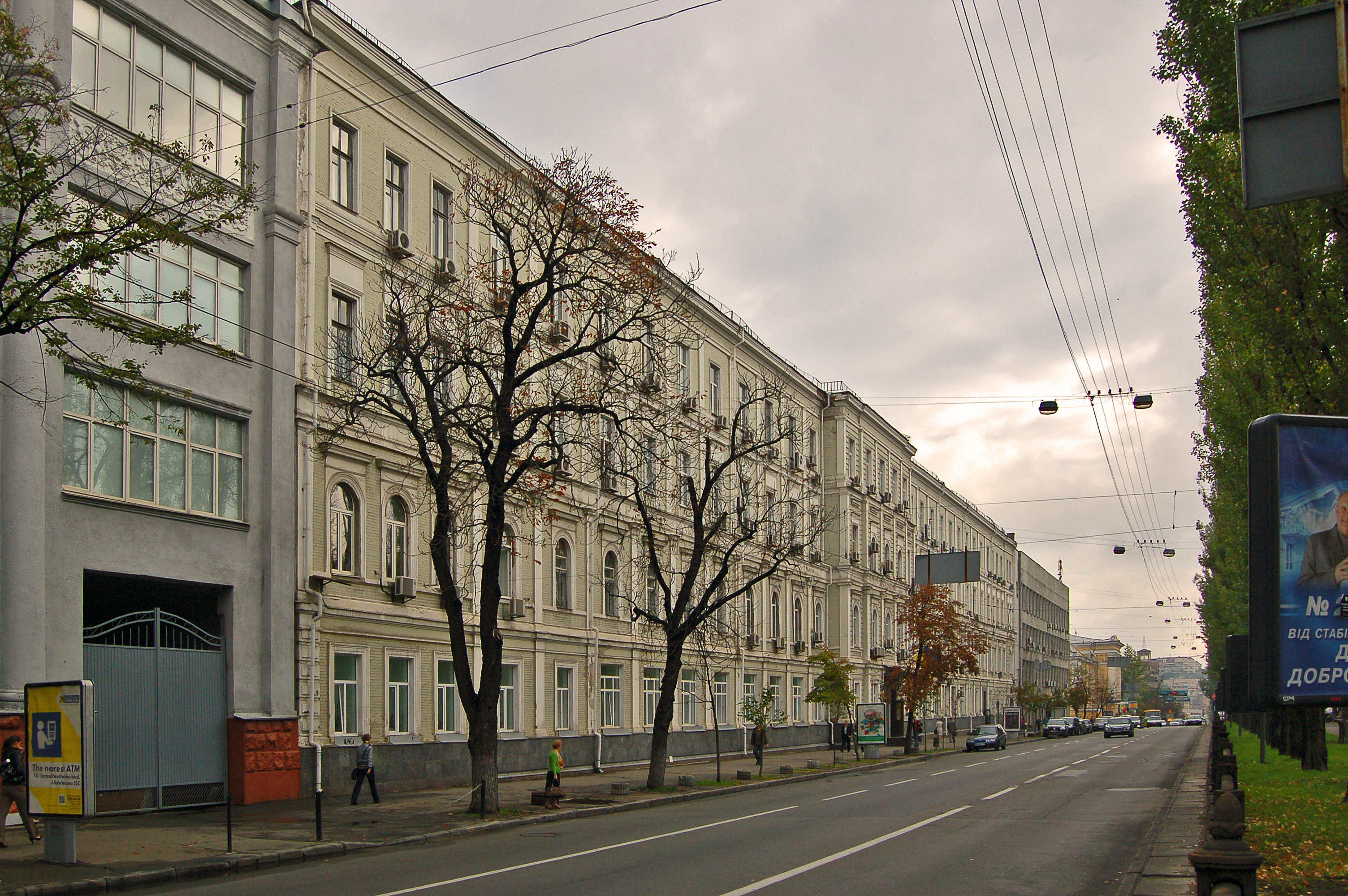
Здание 2-й Киевской гимназии.
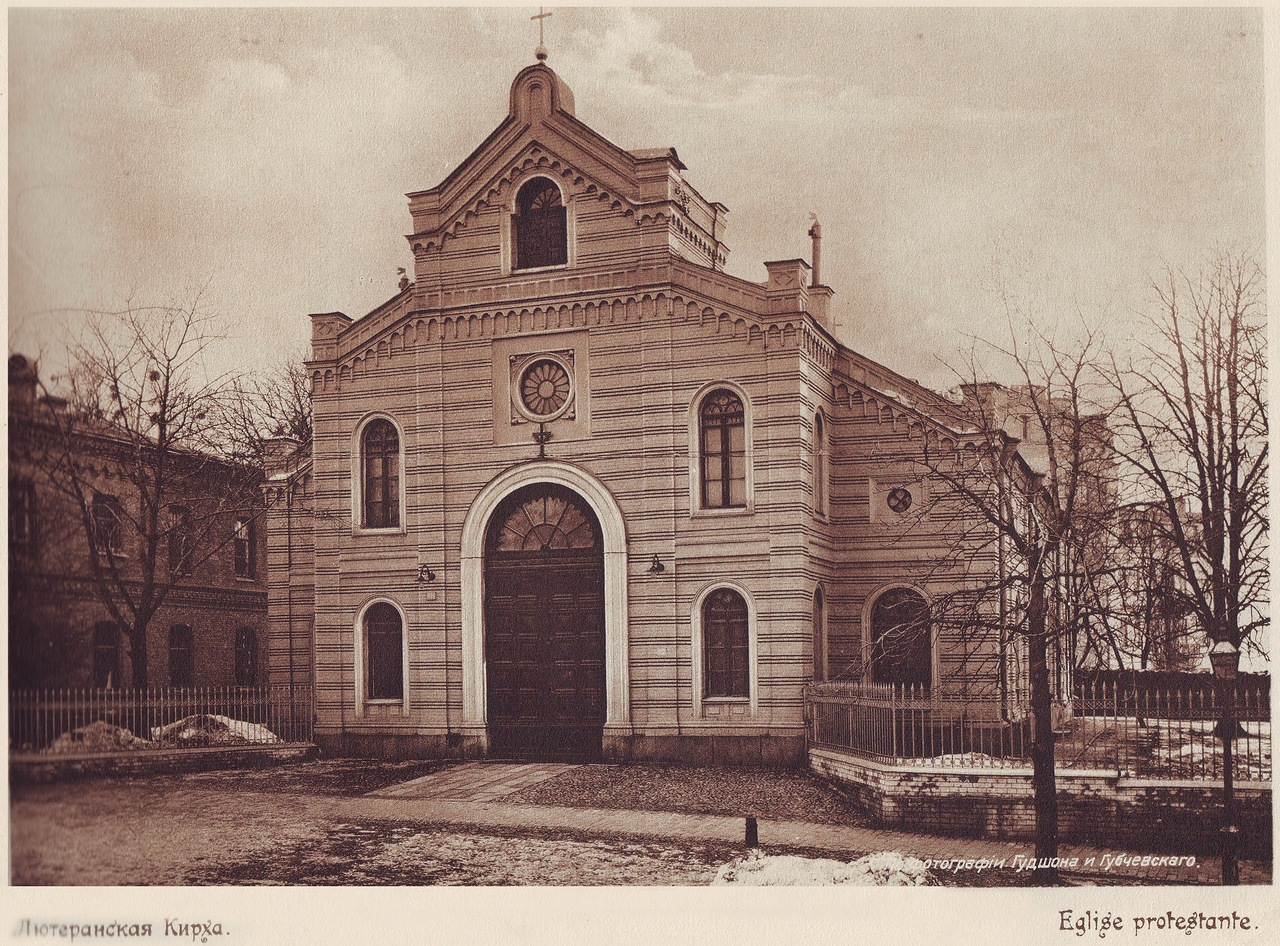
Лютеранская церковь
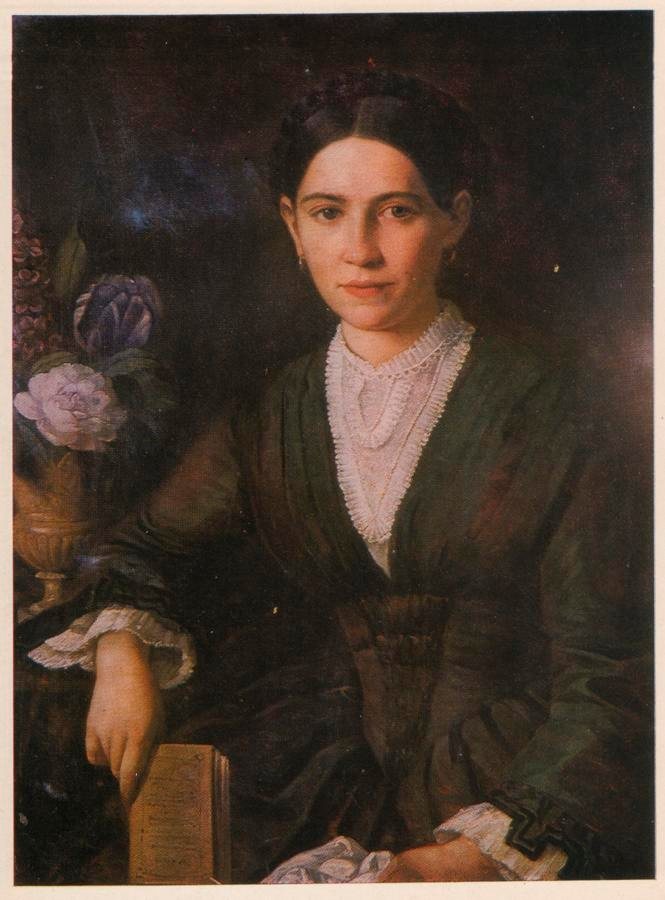
Портрет жены. 1853 г.